# Hipólito Mejía
Rafael Hipólito Mejía Domínguez (Gurabo, 22 febbraio 1941) è un politico e imprenditore dominicano.
Già segretario dell'agricoltura dal 1978 al 1982,  è stato il 64º presidente della Repubblica Dominicana, in carica dal 2000 al 2004.
Tentò di candidarsi alle elezioni presidenziali del 2004 per un secondo mandato con il Partito Rivoluzionario Dominicano, ma perse contro il suo predecessore Leonel Fernández. Ha tentato di nuovo di candidarsi alla presidenza nel 2012, uscendo sconfitto contro il suo vecchio rivale delle elezioni del 2000 Danilo Medina.

## Biografia
Hipólito Mejía è cresciuto a Gurabo, nella provincia di Santiago, da dove provenivano i suoi genitori Hipólito de Jesús "Polín" Mejía Díaz e María Josefa "Marina" Domínguez Viñals. La famiglia ha radici catalane.
Mejía studiò scienze agrarie presso l'Instituto Politécnico Loyola di San Cristóbal e si laureò come ingegnere agronomo nel 1962. Due anni dopo, ha continuato i suoi studi di agricoltura presso l'Università statale della Carolina del Nord negli Stati Uniti, dove ha acquisito familiarità con i processi dell'industria del tabacco. 
Nel 1965, all'età di 24 anni, fu nominato direttore dell'Istituto Nazionale Tabacchi. 
Tra il 1967 e il 1978 ha lavorato nel settore privato, prima per l'azienda americana Rohm and Haas e poi per Industrias Linda. Nel 1971 fu nominato presidente dell'Asociación Nacional de Profesionales Agrícolas (ANPA). Mejía è un imprenditore di successo anche nel settore agroalimentare; È impegnato nella distribuzione di sementi genetici di alta qualità, prodotti agrochimici e tecnologie per l'agricoltura.
È sposato con Rosa Gómez Arias, cugina di terzo grado, dalla quale ha avuto quattro figli: Carolina, Lissa, Felipe e Ramón Hipólito. La coppia era attiva nel Movimiento Familiar Cristiano, un movimento laico che promuoveva i valori della famiglia cattolica nella società dominicana.

## Elezioni presidenziali del 2000
Nel 2000 si candidò alla presidenza con la formazione di sinistra del Partito Rivoluzionario Dominicano. Il suo programma comprendeva, tra gli altri: l'aumento della spesa per l'assistenza sanitaria, l'istruzione e la previdenza sociale attraverso un incremento delle tasse. Ha vinto al primo turno, ottenendo il 49,87% dei voti. I suoi controcandidati principali, Danilo Medina e l'ex presidente Joaquín Balaguer, hanno ottenuto rispettivamente il 24,9% e il 24,6% dei voti.

## Presidenza
Durante la sua presidenza, si è concentrato sul mantenimento delle promesse elettorali, come la sicurezza sociale, gli aiuti alle piccole imprese e all'agricoltura, il miglioramento del livello di istruzione e la risoluzione del disagio abitativo. Nei primi due anni del suo mandato, ha ottenuto un sostegno significativo da parte della popolazione, che gli ha permesso di vincere le elezioni per il Congresso e quelle locali, assumendo il controllo del Senato con 29 senatori su 31.